# Palais des Sports de Ouaga 2000
Der Palais des Sports de Ouaga 2000 ist eine Sporthalle in Ouagadougou, der Hauptstadt des westafrikanischen Staates Burkina Faso.
Der Sportpalast befindet sich im südlich der Innenstadt gelegenen Stadtteil Ouaga 2000 östlich des Boulevard de la Révolution und der Place de l’Afrique auf einem zwölf Hektar großen Gelände und fasst 4598 Zuschauer. Zur Finanzierung des Baus trugen die Regierung Burkina Fasos mit 2 Milliarden CFA-Franc (3,05 Millionen Euro) sowie die Republik China (Taiwan) mit 2,7 Milliarden CFA-Franc (4,12 Millionen Euro) bei. Beteiligte Baufirmen waren Fadoul Technibois, GENAF, VMAP, BEGEP sowie CICA Burkina.
Im März 2009 besuchte der Präsident des Afrikanischen Volleyballverbandes CAVB die Halle und sicherte seine Unterstützung für die Ausrichtung eines Kontinentalturniers im Palais des Sports zu.